# Список українських кардиналів

## ПредстоятеліЛьвівської архідієцезіїв складіРимо-католицької церкви в Україні

### Львівські латинські архієпископи
| Кардинал             | Титул                                         | Герб | Роки життя | Служив від | Служив до | Характеристика служіння |
| -------------------- | --------------------------------------------- | ---- | ---------- | ---------- | --------- | --- |
| Бернард Мацейовський | Кардинал-священик Сан-Джованні-а-Порта-Латина |      | 1548-1608  | 1606       | 1608      | Кардинал, Луцький римо-католицький єпископ, Примас Королівства Польського і Великого князівства Литовського. |
| Мар'ян Яворський     | Кардинал-пресвітер Сан-Сісто                  |      | 1926       | 2001       | 2020      | 1950 року висвячений на священика Євгенієм Базяком, архієпископом Львівським. Був призначений вікарієм парафії Башня у Любачеві. 1984 року призначений папою Іваном Павлом II титулярним єпископом Ламбезі та апостольським адміністратором Львівським для територій в кордонах Польщі. 21 лютого 1998 року — призначений кардиналом «in pectore» на Консисторії. 21 лютого 2001 року був проголошений кардиналом-пресвітером. 18-19 квітня 2005 року був присутній на конклаві. |

## Предстоятелі Української греко-католицької церкви

### Митрополити Галицькі— Архієпископи Львівські
| Кардинал              | Титул                                                                    | Герб | Роки життя | Служив від | Служив до | Характеристика служіння |
| --------------------- | ------------------------------------------------------------------------ | ---- | ---------- | ---------- | --------- | --- |
| Михайло Левицький     | Кардинал-пресвітер                                                       |      | 1774-1858  | 1856       | 1858      | 17 серпня 1815 року австрійський імператор Франц I призначив Михайла Левицького Галицьким митрополитом та Львівським архієпископом, а Папа Римський затвердив це рішення 8 березня 1816 року. 1846 року номінований на примаса Галичини, титул якого раніше традиційно надавався римо-католицькому єпископові 1856 року Папа Пій ІХ призначив Левицького кардиналом. Був учасником Віденського конгресу. Під час Революції в Австрійській імперії підтримав створення Головної Руської Ради.                                    |
| Сильвестр Сембратович | Кардинал-пресвітер Санто Стефано аль Монте Челіо (Санто Стефано Ротондо) |      | 1836-1898  | 1895       | 1898      | 28 лютого 1879 року іменований єпископом-помічником львівським, 20 квітня 1879 року відбулась єпископська хіротонія, з 1882 року — львівським адміністратором. В 1885 році — митрополитом галицьким, архієпископом львівським та єпископом кам'янецьким УГКЦ. 29 листопада 1895 Папа Лев XIII іменував Сильвестра Сембратовича кардиналом. Сембратович скликав 1891 року провінціальний синод у Львові, 1884 року заснував дівочий інститут під управою Сестер Василіянок і 1889 року збудував нову духовну семінарію у Львові. |

### Верховні архієпископи Львівські (з 2005 року— Києво-Галицькі)
| Кардинал                   | Титул                                       | Герб | Роки життя | Служив від | Служив до | Характеристика служіння |
| -------------------------- | ------------------------------------------- | ---- | ---------- | ---------- | --------- | --- |
| Йосиф Сліпий               | Кардинал-пресвітер церкви Сант Атанасіо     |      | 1892-1984  | 1965       | 1984      | По смерті митрополита Андрея Шептицького 1944 року перебрав провід над Галицькою митрополією. Разом з іншими українськими католицькими владиками 1945 року був ув'язнений радянською владою. Унаслідок численних заходів впливових осіб, на клопотання Папи Івана XXIII митрополита Йосифа Сліпого звільнено з ув'язнення. Йосиф Сліпий на II Ватиканському соборі запропонував створити патріархат Української Католицької Церкви. 25 січня 1965 року Папа Павло VI іменував його кардиналом. Як Верховному архієпископу йому належав титул «Блаженніший». З весни 1975 року Йосиф Сліпий користувався титулом патріарха. |
| Мирослав Іван Любачівський | Кардинал-пресвітер Санта-Софія а Віа Боччеа |      | 1914-2000  | 1985       | 2000      | З 1942 до 1945 року студіював в Біблійному інституті у Римі (Біблікум), де в 1944 році здобуває ступінь магістра біблійних наук і доктора теології, і в Григоріанському університеті, де отримав ліценціат з філософії. З 1945 до 1947 року студіює медицину в Королівському Італійському університеті в Римі. Під час Другої світової війни надає духовну опіку українцям з Європи. 1947 року виїхав до США. 13 вересня 1979 року Папа Іван Павло II призначив його Архієпископом і митрополитом Філадельфійським. 25 травня 1985 року його призначено членом колегії кардиналів з титулом церкви св. Софії а Віа Боччеа в Римі. Після легалізації УГКЦ в Україні 31 березня 1991 року урочисто повернувся в Україну.                                    |
| Любомир Гузар              | Кардинал-пресвітер Санта-Софія а Віа Боччеа |      | 1933-2017  | 2001       | 2017      | У 1944 сім'я його батьків виїхала до Австрії: а звідти у 1949 році — до США. Богословські студії відбув у Вашингтоні та з 1969 року — у Римі. У 1993 році повернувся до України. 25 січня 2001 року на надзвичайному Синоді УГКЦ обраний Архієпископом Львівським та Главою Української греко-католицької церкви, затверджений Папою Іваном Павлом II. 21 лютого того ж року Любомир Гузар став кардиналом Католицької церкви. 2005 року офіційно змінив свій титул на «Верховний Архієпископ Києво-Галицький», переніс свій осідок до Києва. |
| Микола Бичок               | Кардинал-пресвітер Санта-Софія а Віа Боччеа |      | 1980-      | 2024       | -         | Микола Бичок народився 13 лютого 1980 року в Тернополі. У липні 1997 року вступив до Згромадження Найсвятішого Ізбавителя. Навчався в Україні та Польщі, здобув ліценціят з душпастирського богослов'я. 17 серпня 2003 року склав довічні обіти, а 3 травня 2005 року отримав ієрейські свячення. Отець Микола здійснював душпастирські служіння в храмі Матері Божої Неустанної помочі в Прокоп'євську (РФ), був настоятелем монастиря Отців Редемптористів та парафії в Івано-Франківську, провінційним економом. Від 2015 року служив на парафії святого Івана Хрестителя в Ньюарку, США, Філадельфійської архиєпархії УГКЦ. 6 жовтня 2024 року після молитви «Ангел Господній» Папа Франциск оголосив про іменування владики Миколи Бичка кардиналом. |

## ПредстоятеліКиївської митрополіїв складіКонстантинопольської православної церкви

### Київський митрополит (1433—1458), Латинський патріарх Константинопольський (1458—1462)
| Кардинал         | Титул                                                       | Герб | Роки життя | Служив від | Служив до | Характеристика служіння |
| ---------------- | ----------------------------------------------------------- | ---- | ---------- | ---------- | --------- | --- |
| Ісидор Київський | Кардинал-єпископ субурбікарної єпархії Сабіна-Поджо Мітрето |      | 1385-1463  | 1451       | 1463      | Ставши Київським митрополитом, відразу заговорив про майбутній Собор в Італії й висловив бажання поїхати на нього як представник Руської митрополії. На засіданнях Собору у Феррарі, а потім у Флоренції він був на боці латинян і підписав соборне визначення Церков. Від Папи Римського Миколая V Ісидор одержав сан кардинала й звання «легата від ребра апостольського» для всіх північно-східних країн. Дорогою додому в Будині, Кракові та Львові він повідомляв про з'єднання Церков і проводив літургії в латинських храмах. |